# Véhicule amphibie
Un véhicule amphibie, également appelé voiture amphibie lorsqu'il s'agit d'un modèle automobile, est conçu pour fonctionner à la fois sur terre et dans l'eau. Ce type de véhicule trouve ses origines dans la nécessité de franchir des environnements mixtes où l'on passe d'un terrain solide à un milieu aquatique, et inversement, sans transition majeure ou besoin de changer de véhicule.

## Principe de fonctionnement

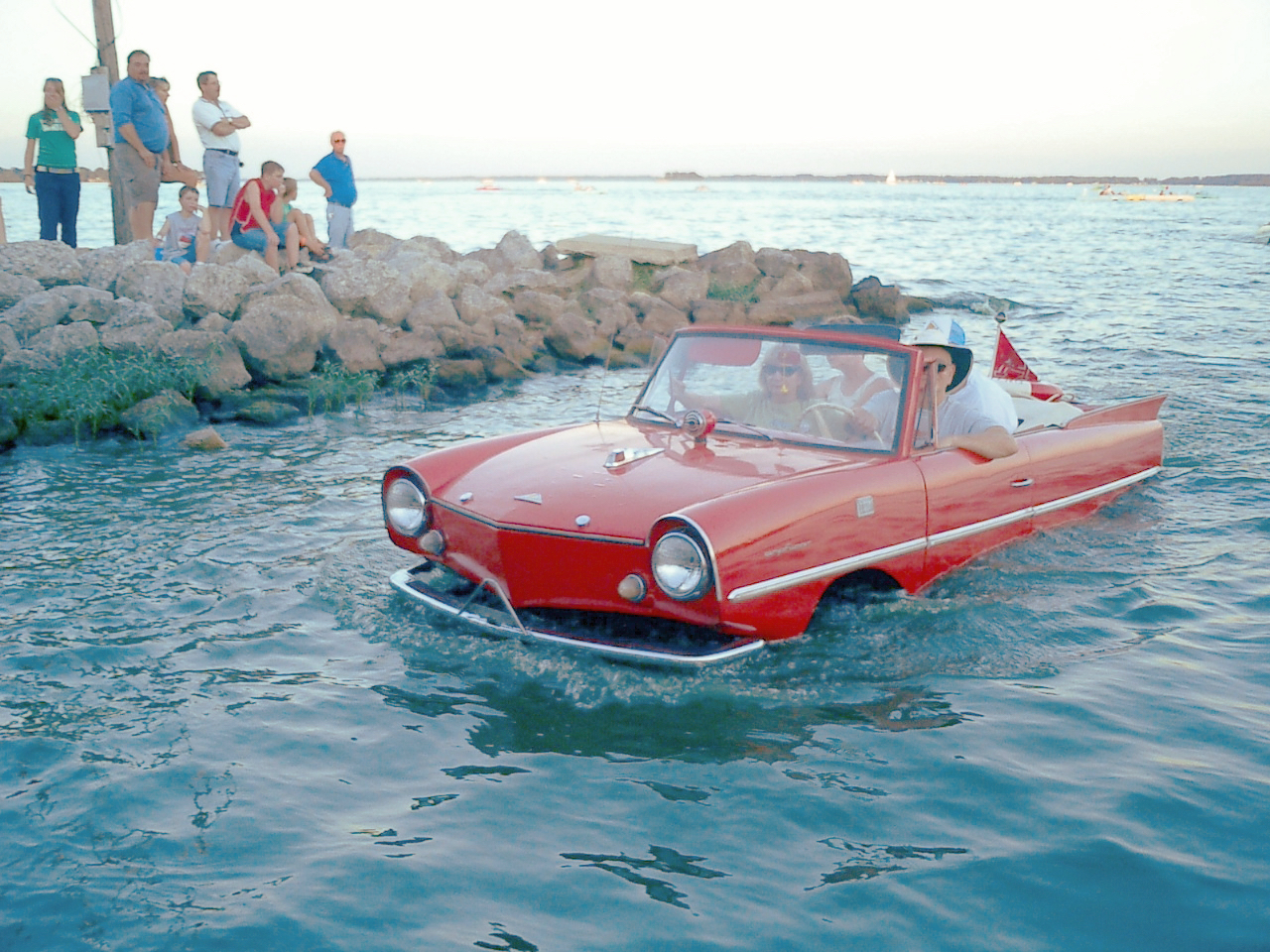
Véhicule amphibie de plaisance à moteur (Amphicar)

Le véhicule amphibie est propulsé par un moteur commun qui alimente deux modes de fonctionnement distincts, adaptés aux exigences de chaque milieu. Ce moteur est relié à deux boîtes de vitesses. La première boîte de vitesses est utilisée pour la conduite terrestre, tandis que la seconde est activée lorsque le véhicule entre en milieu aquatique. Certaines conceptions permettent aux deux systèmes de transmission de fonctionner simultanément, facilitant ainsi la sortie de l'eau en fournissant une traction supplémentaire pour gravir une pente ou une rampe inclinée. En mode aquatique, le volant de la voiture amphibie prend une fonction similaire à celle d'un gouvernail, en contrôlant la direction des roues pour permettre de manœuvrer dans l'eau. Dans certains cas, le véhicule est également équipé d'un véritable gouvernail, séparé du système des roues. Pour la propulsion, les méthodes varient : une hélice peut être activée pour propulser le véhicule dans l'eau, comme sur un bateau classique. Alternativement, certains véhicules amphibies utilisent des systèmes de propulsion par hydrojet, ou même un coussin d'air pour les aéroglisseur, par exemple les Zubr de l'armée russe et les LCAC des forces armées américaines.

## Usage
Les vehicules amphibies sont principalement utilisées dans des contextes spécialisés. Les applications militaires sont l'une des plus fréquentes, en raison de leur capacité à franchir des obstacles naturels comme les rivières ou les marécages sans nécessiter d'infrastructures supplémentaires. Ces véhicules peuvent également être utilisés pour des missions de sauvetage lors d'inondations ou dans des zones difficilement accessibles par d'autres moyens. En plus des usages militaires et médicaux, il existe aussi des modèles commerciaux destinés à des loisirs nautiques et d'autres affectés au transport commercial de passagers, souvent dérivés de modèles militaires ou adaptés à partir de véhicules tout-terrain, mais avec des aménagements spécifiques pour assurer le confort et la sécurité des usagers.

## Historique

### Évolutions techniques
Les premières tentatives de construction de véhicules amphibies remontent aux débuts de l’ère industrielle, notamment au début du XIXe siècle, avec l’émergence des technologies de propulsion mécanique.
Les premières traces documentées d'un véhicule amphibie remontent à 1804 aux États-Unis. L'ingénieur et inventeur Oliver Evans, un riche pharmacien passionné par la mécanique, réalisa un projet novateur en installant un moteur à vapeur sur un chariot en bois. Ce véhicule, surnommé "Orukter Amphibolos", fut conçu pour fonctionner à la fois sur terre et dans l'eau, Evans s'inspira des développements récents dans l’utilisation de la vapeur comme source d'énergie, à une époque où la vapeur commençait tout juste à révolutionner les industries et les transports. L'Orukter Amphibolos pouvait se déplacer sur des roues lorsqu’il était sur terre et se transformer en embarcation sur l'eau grâce à une roue à aubes. Il fut utilisé à Philadelphie pour draguer les quais et les rivières. En 1899, au Danemark un ingénieur du nom de Magrelen construisit un véhicule amphibie qu’il baptisa "Amphibium". Contrairement à l’Orukter Amphibolos d'Evans, l'Amphibium était propulsé par un moteur à combustion interne,il est malheureusement incertain qu'un exemplaire ait réellement été fabriqué.
En 1905, aux États-Unis, l’Amphibious petrol-powered carriage fut conçu par T. Richmond. Il s'agissait d’une barque, dotée d'un système à trois roues: une roue avant, utilisée pour la direction, et deux roues arrière imposantes de 1,60 mètre de diamètre. Ces dernières étant équipées d'aubes pour assurer la propulsion dans l'eau, ce véhicule ne sera jamais produit en série. Le canot-voiture automobile développé par M. Ravaillier est testé en 1907 sur les plans d’eau de Versailles et sur le Rhône. Ce prototype démontra la faisabilité technique du concept de véhicule amphibie, malgré ces succès techniques, ce véhicule ne fut pas produit en série. La principale raison de cet échec commercial résidait dans la charge utile jugée insuffisante par les utilisateurs potentiels, ce qui limitait la capacité de transport pratique de l'engin. Adolphe Vargoz développe en 1921 l’Auto-amphibie, un projet qui se concentre sur la performance en milieu aquatique tout en maintenant une capacité de traction terrestre efficace.En 1932  Ulysse Texier de La Caillerie présente "la Comète" au public sur le Clain, à Poitiers,. Il déposa un brevet enregistré aux États-Unis en 1935et malgré plusieurs versions, le véhicule ne parvient pas à convaincre les forces armées française à qui il était destiné.

### Utilisation lors de la Seconde Guerre Mondiale

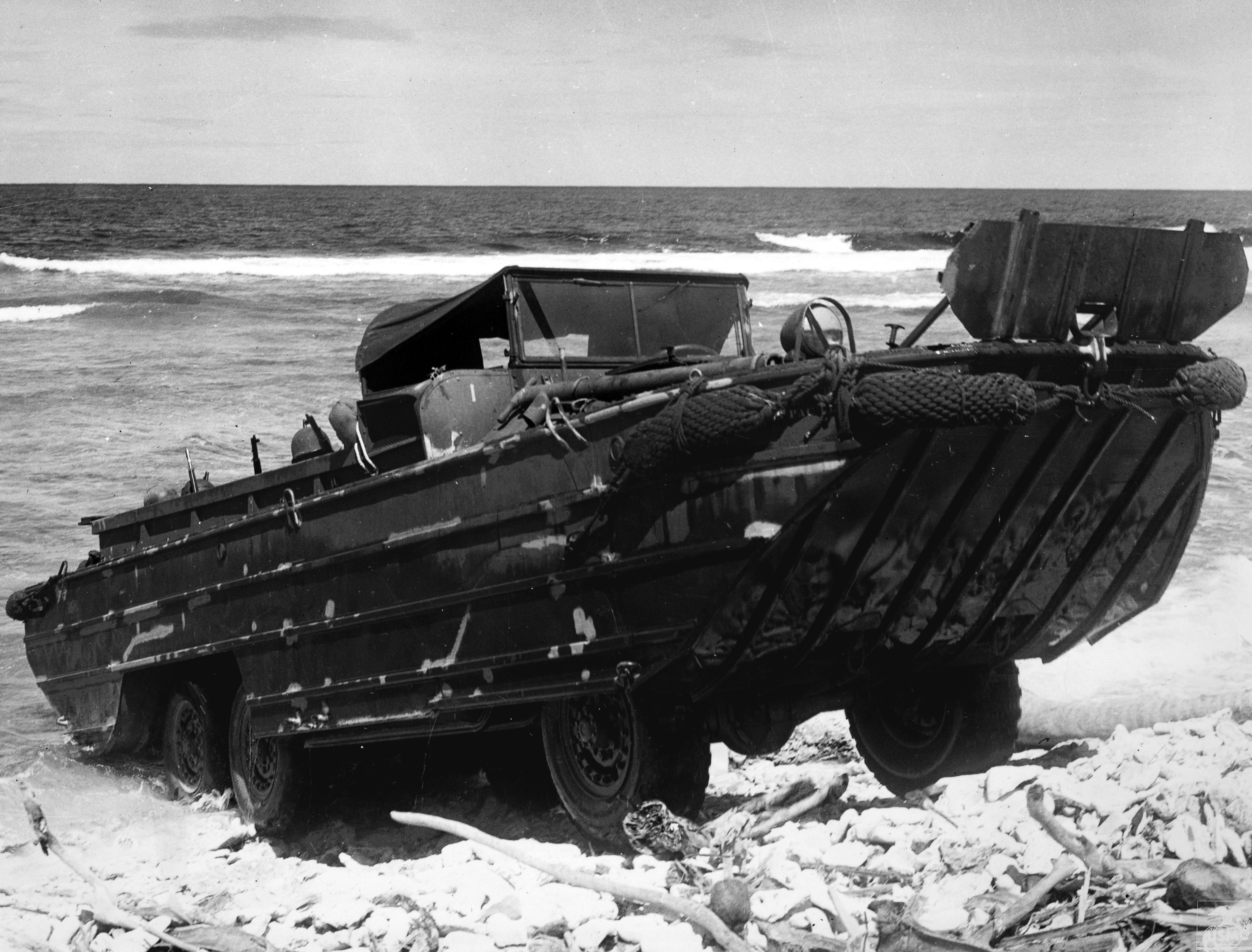
UN DUKW sortant de l'eau en 1943

Les forces alliées ont su tirer parti des innovations technologiques pour améliorer leur mobilité amphibie, un facteur essentiel pour assurer le succès des opérations militaires de grande envergure. Ils ont introduit deux modèles notables : le GMC DUKW à six roues motrices et la Jeep GPA à quatre roues motrices. Conçus pour opérer sur terre et en mer, ces engins étaient équipés d'une hélice et d'un système de gouvernail intégré à la direction, permettant un contrôle synchronisé des roues avant et d'un safran placé derrière l’hélice. Le DUKW, en particulier, s'est révélé indispensable lors du débarquement de Normandie, en effectuant de nombreuses rotations entre les navires alliés au large et les plages. Cette capacité logistique a grandement contribué au succès de l'opération. En parallèle, l’Allemagne disposait également d’un véhicule amphibie, le Schwimmwagen, doté de quatre roues motrices. Bien qu’optimal pour le franchissement de terrains accidentés, ses capacités aquatiques étaient limitées. Son système de propulsion, directement relié au vilebrequin, empêchait toute marche arrière dans l'eau, et la direction était assurée uniquement par les roues avant.

### Période d'après guerre
De 1947 à 1958, l'aventurier australien Ben Carlin réalise le premier tour du monde en véhicule amphibie à bord d'un Ford GPA. Quelques voitures amphibies de loisir ont été produites en série, comme l’Amphicar ou le Dutton Commander.

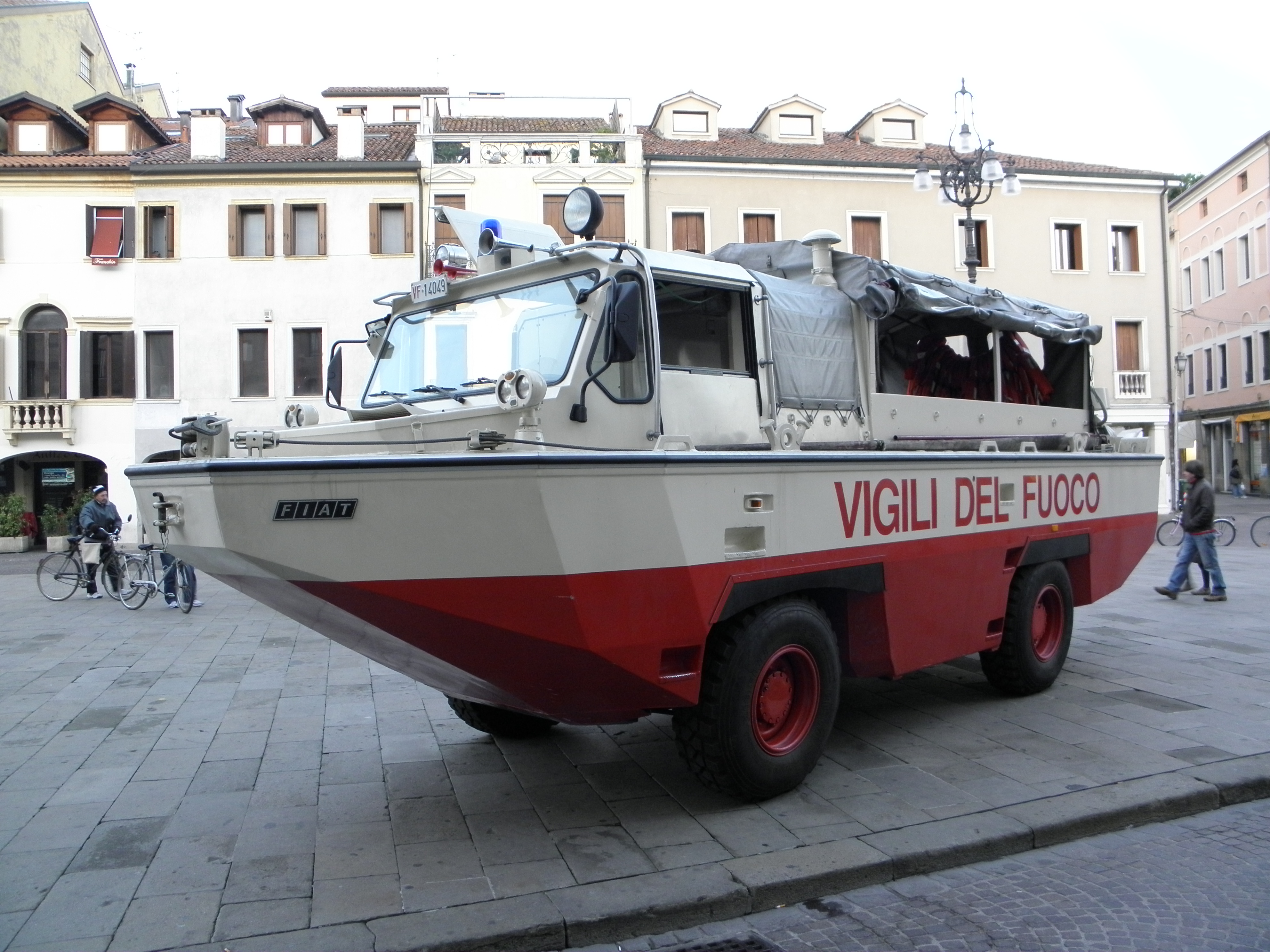
Fiat 6640A amphibie (1960)

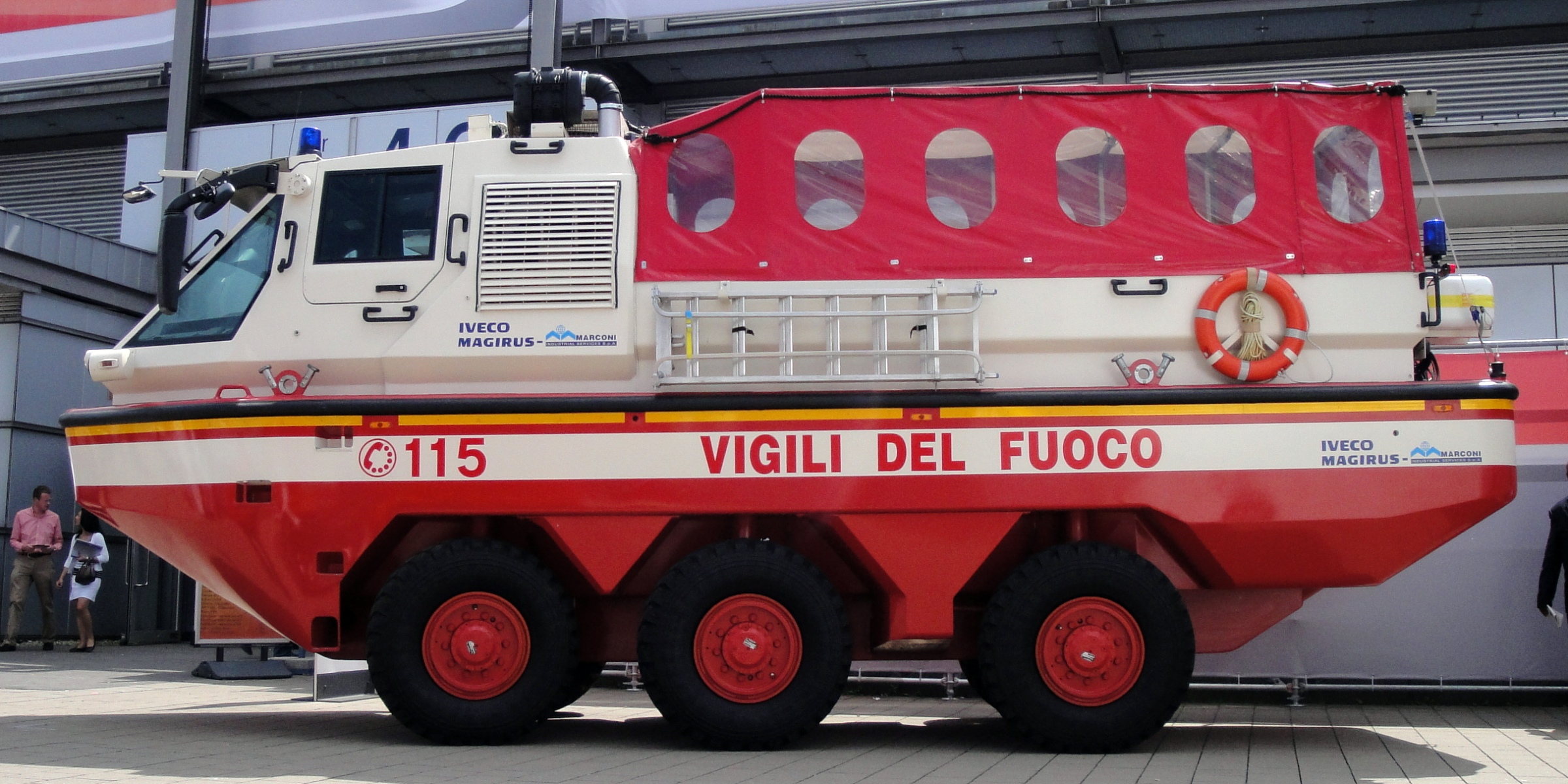
Iveco RAVx6 "Duffy" (2012)

C'est le groupe italien Fiat qui a fourni plusieurs modèles de véhicules amphibies depuis les années 1950 avec tout d'abord le fameux Fiat 6640A puis l'Iveco 6640 G que le Commandant Cousteau a utilisé durant son expédition en Amazonie en 1983/84. En 2012, Iveco lance un plus gros modèle, le RAVx6 "Duffy" pour les opérations de sauvetage délicates. Ces véhicules ont été livrés à de nombreux organismes de secours : Protection civile et pompiers, mais aussi militaires. BAE Systems a également livré les 16 premiers exemplaires du Amphibious Combat Vehicles (ACV) 1.1 construit sur un châssis 8x8 Iveco Defence Vehicles équipé d'un moteur Iveco Cursor 16 de 700 ch DIN.
Une tentative de voiture amphibie capable d'évoluer sous l'eau, la sQuba de Rinspeed a été dévoilée en mars 2008 au salon international de Genève.
En 2009, le catamaran /catakite SEA-QUAD propose de passer du sable à l'eau et de rouler et de naviguer avec la seule force du vent.
Depuis 2012, la société française Iguana Yachts propose des canots à moteur et à chenilles, capables de sortir de l'eau et de se déplacer sur terre par leurs propres moyens.
Les Industries Normrock ont créé un véhicule amphibie surnommé la « pelle-grenouille », servant notamment au dragage et à la destruction d'embâcles.

## Permis
Pour la conduite d'un véhicule amphibie de loisir à moteur il faut être titulaire des deux permis de conduire : 
- du permis de conduire automobile
- du permis bateau.

## Galerie

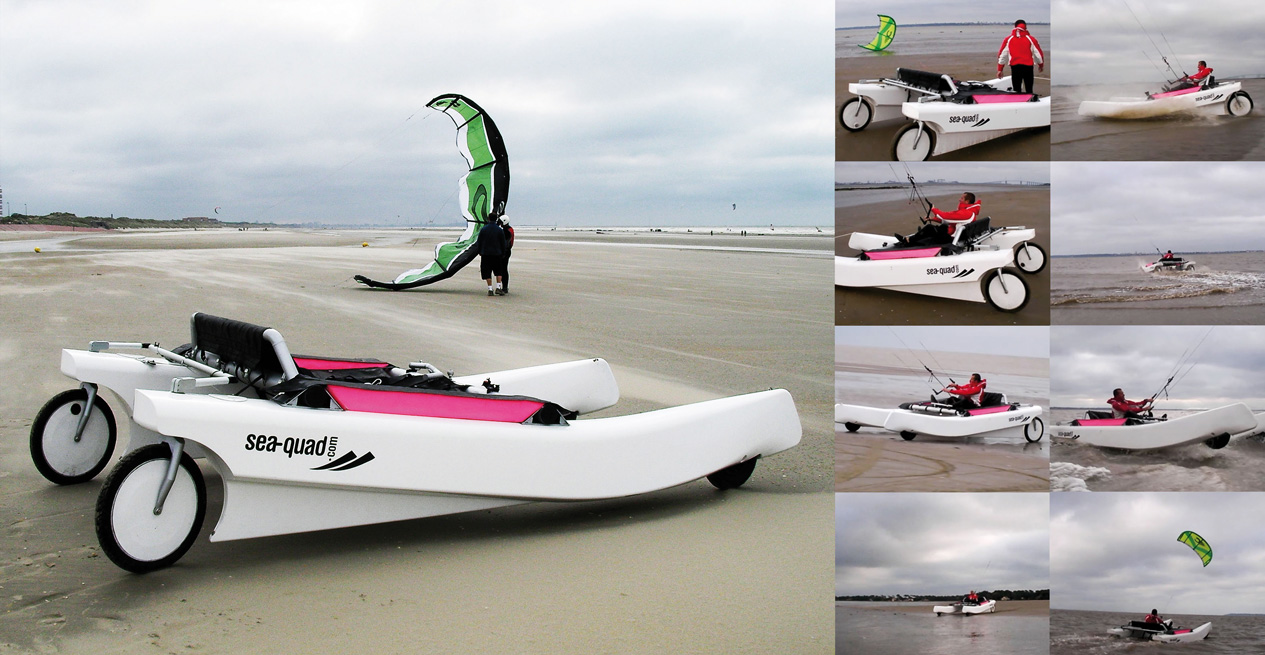
Le Sea-Quad, catamaran / catakite / power kite amphibie.
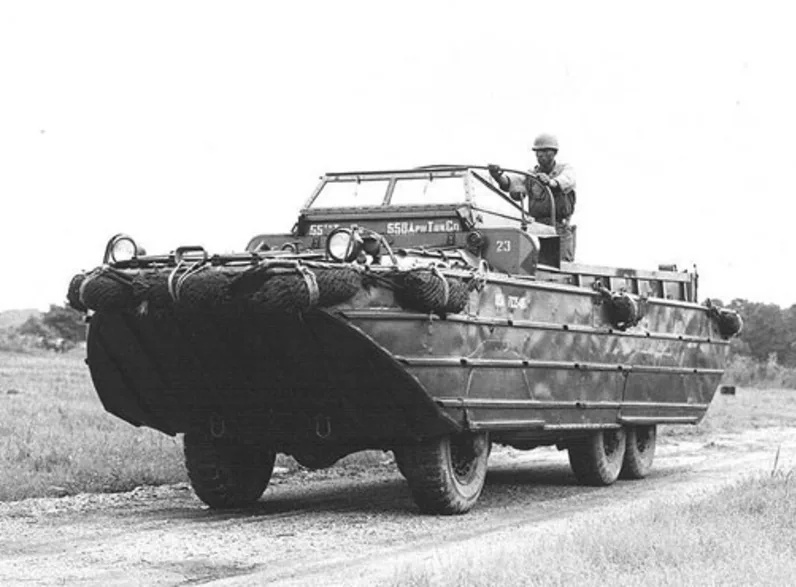
Un DUKW (ou DUCK), au cours de la Seconde guerre mondiale.
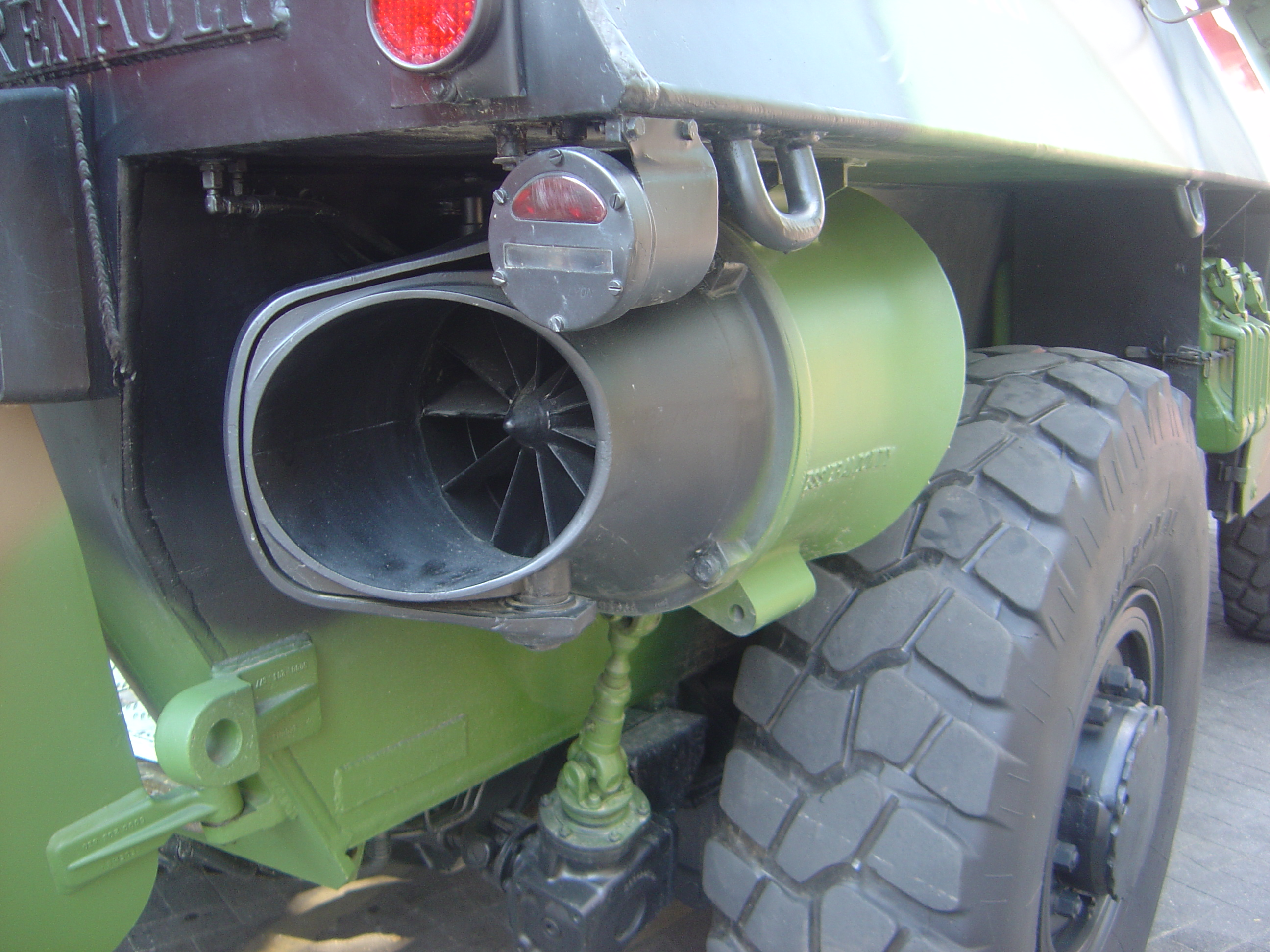
Propulseur d'un VAB
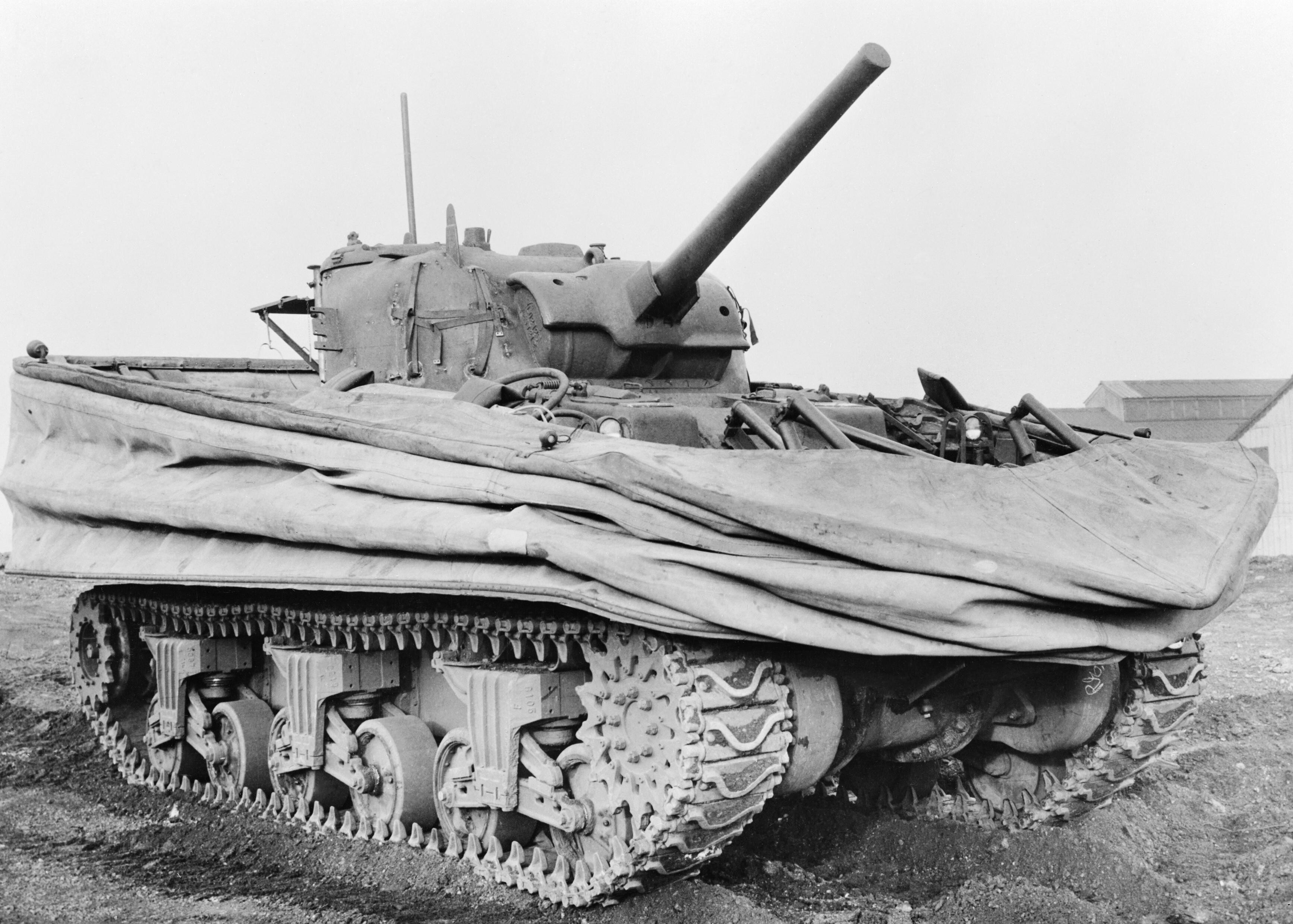
En 1944, un char Sherman DD amphibie. En entrant dans l’eau, l’écran étanche de flottaison et les hélices se déplient.
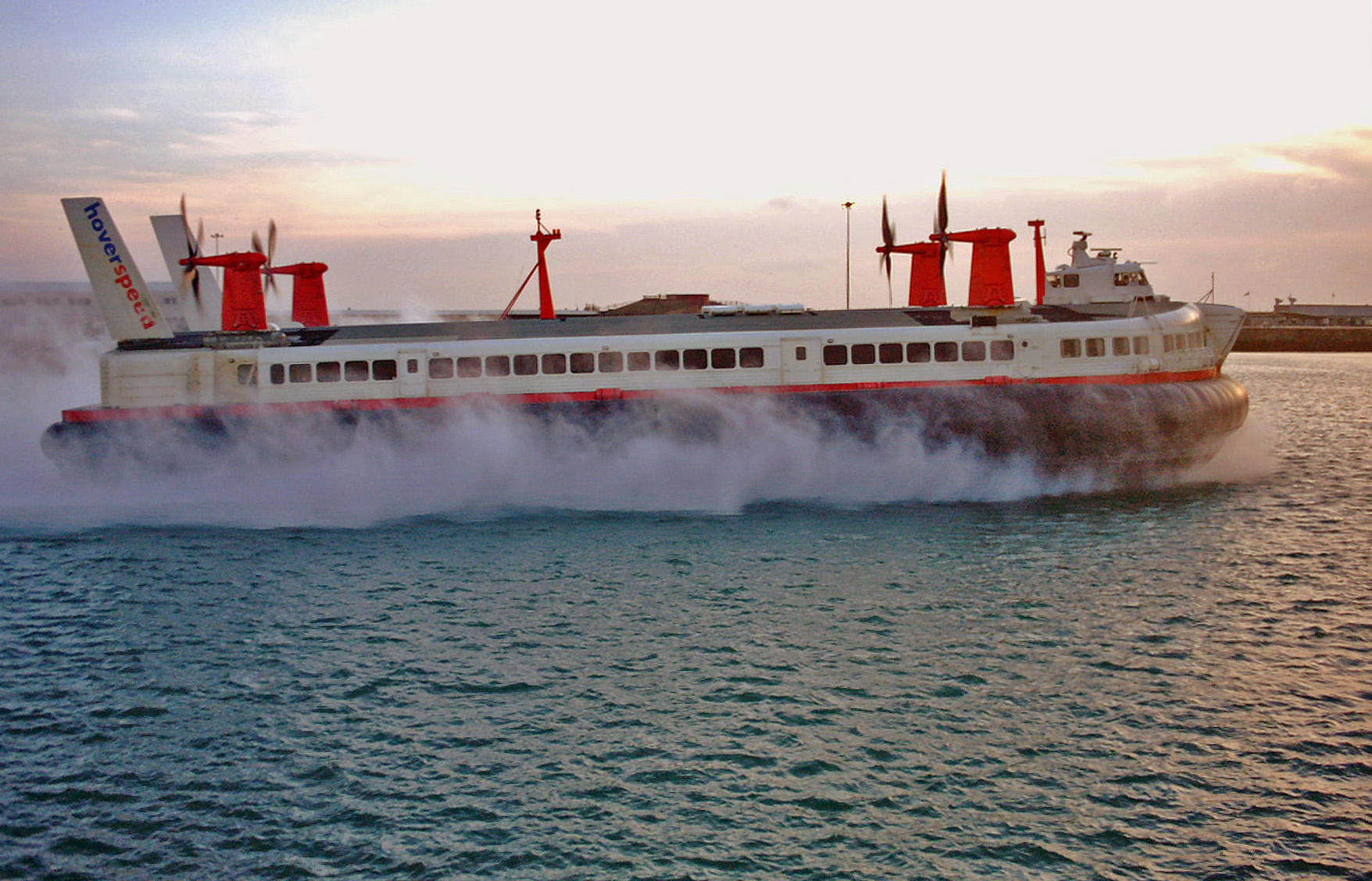
BHC SR-N4 Mk-3, le plus grand aéroglisseur du monde à ce jour.
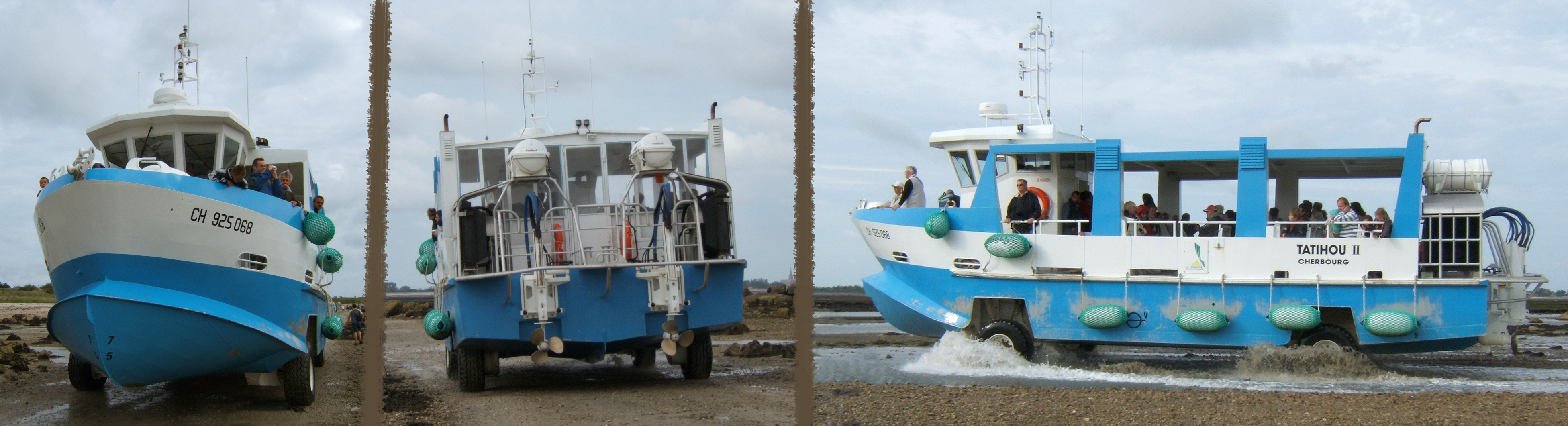
Tatihou II, le bateau amphibie qui relie Tatihou à Saint-Vaast-la-Hougue, en flottant à marée haute, en roulant à marée basse.
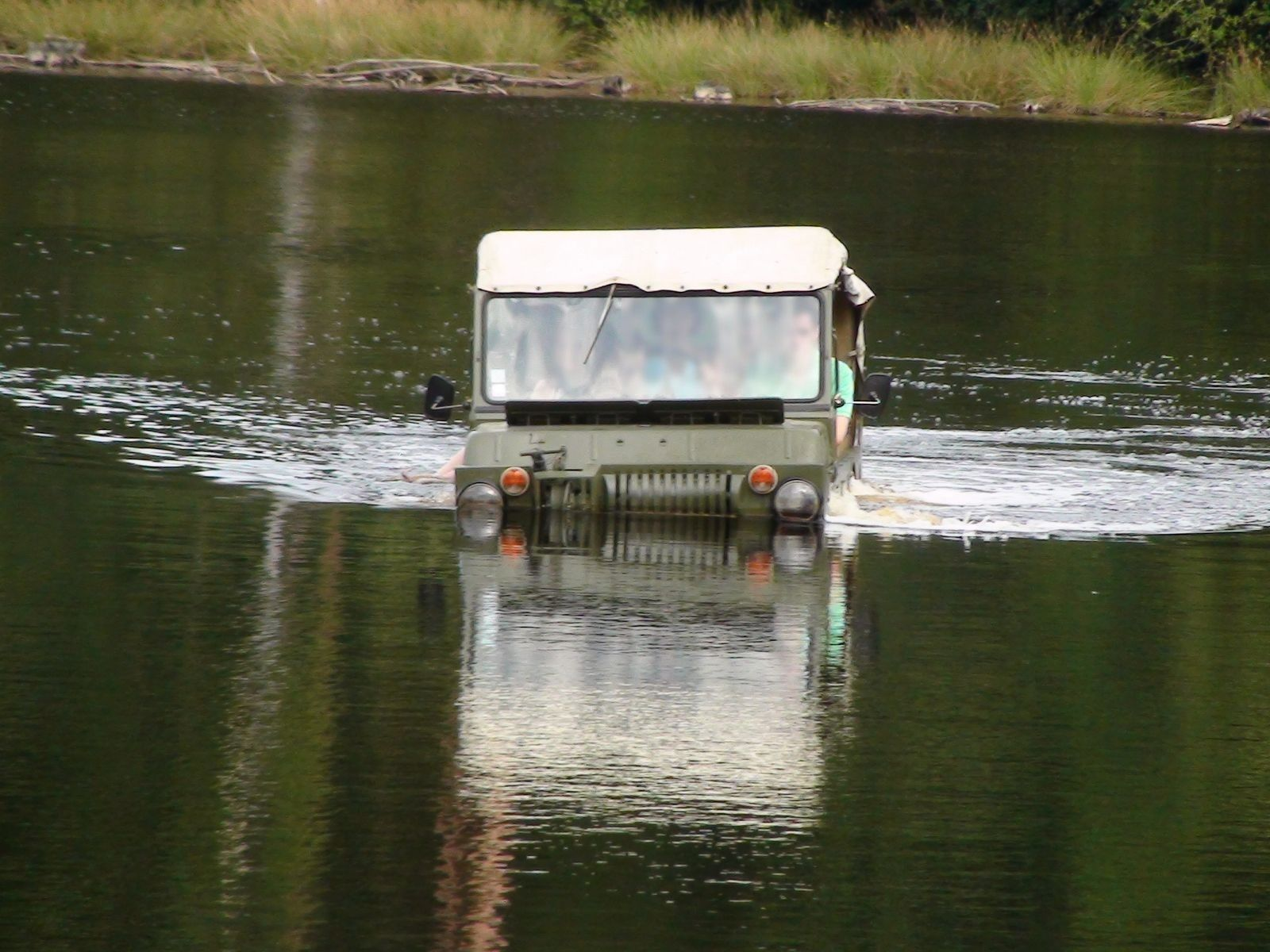
Un LuAZ 967 M, petit 4×4 léger amphibie traversant une eau calme.
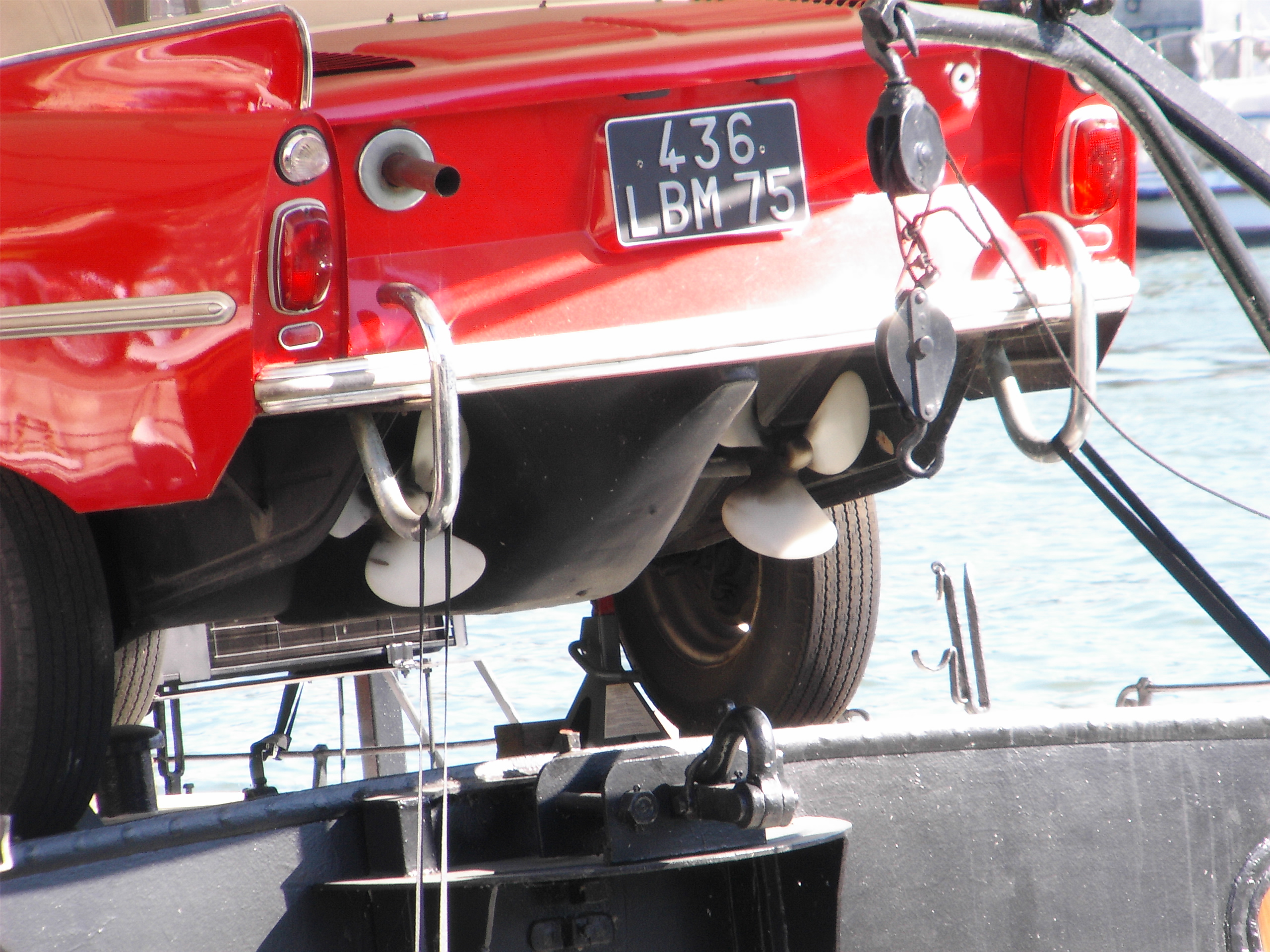
Amphicar sur une péniche d'habitation, hélices et tuyau d'échappement.
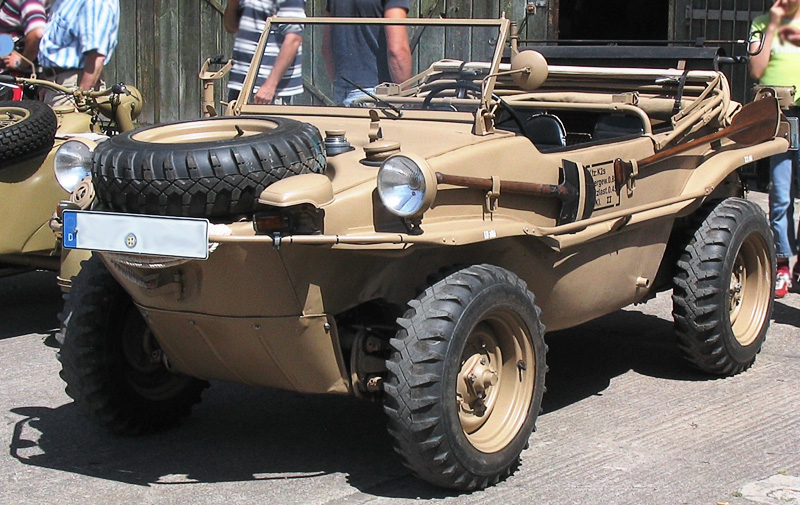
Volkswagen Schwimmwagen Véhicule amphibie de La Seconde Guerre mondiale.
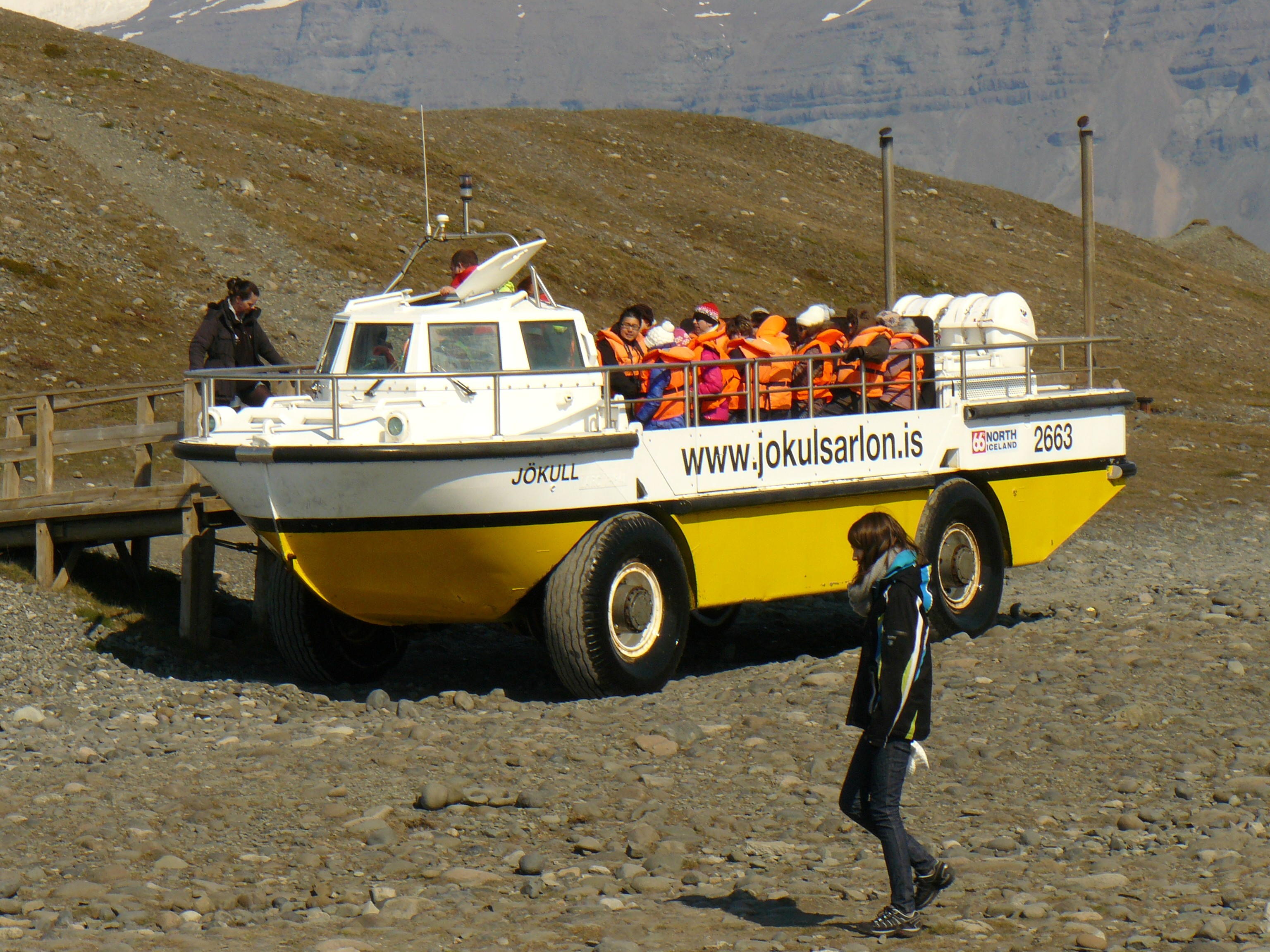
Véhicule amphibie à usage touristique utilisé sur le Jökulsárlón, lac glaciaire islandais.
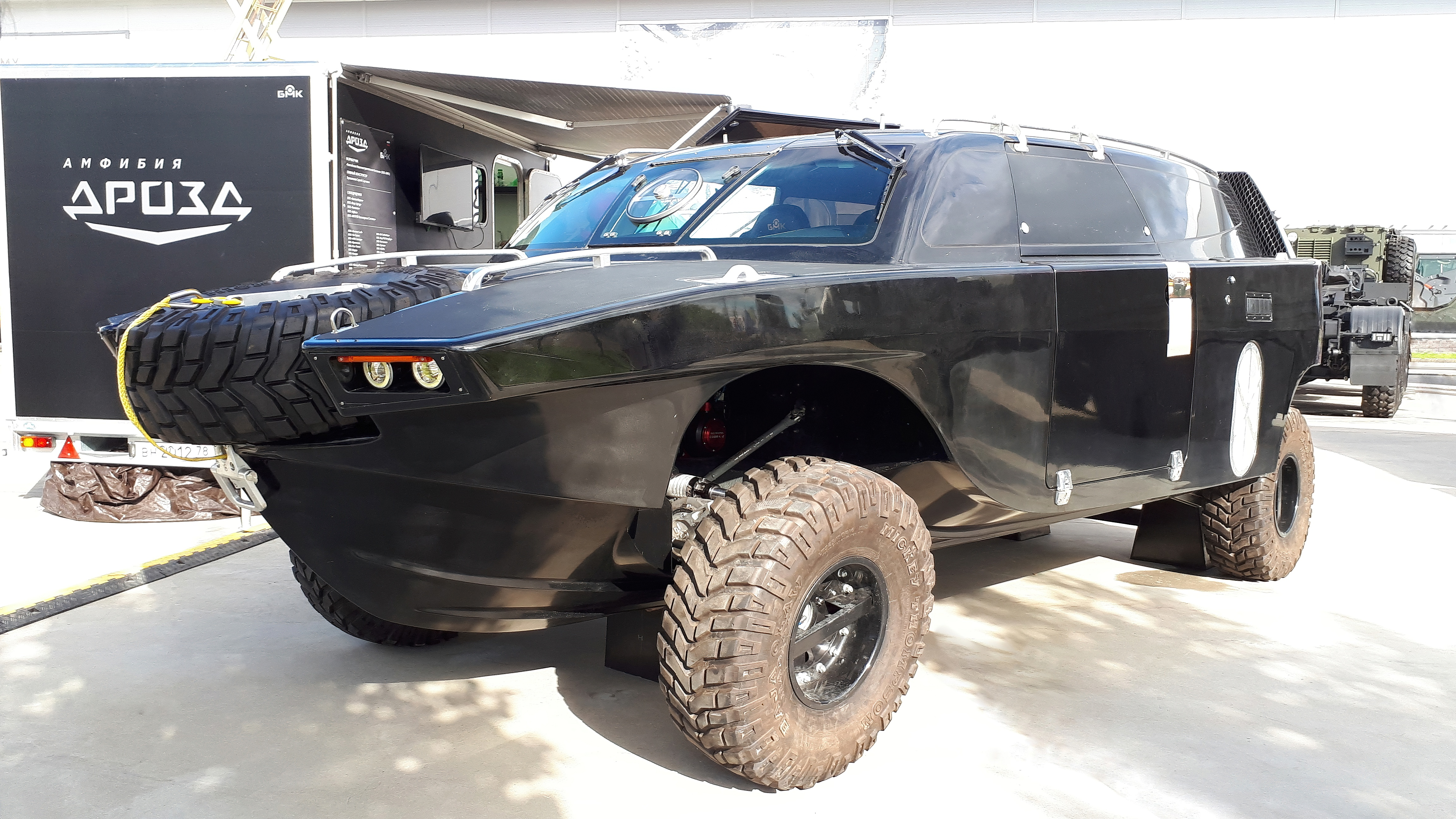
Voiture amphibie "Drozd" à l'exposition "Armée-2020 (ru)"